# Municipio de Oakwood (Dakota del Norte)
El municipio de Oakwood (en inglés: Oakwood Township) es un municipio ubicado en el condado de Walsh en el estado estadounidense de Dakota del Norte. En el año 2010 tenía una población de 228 habitantes y una densidad poblacional de 2,63 personas por km².

## Geografía
El municipio de Oakwood se encuentra ubicado en las coordenadas 48°24′44″N 97°20′21″O / 48.41222, -97.33917. Según la Oficina del Censo de los Estados Unidos, el municipio tiene una superficie total de 86.83 km², de la cual 86,83 km² corresponden a tierra firme y (0 %) 0 km² es agua.

## Demografía
Según el censo de 2010, había 228 personas residiendo en el municipio de Oakwood. La densidad de población era de 2,63 hab./km². De los 228 habitantes, el municipio de Oakwood estaba compuesto por el 94,3 % blancos, el 0,44 % eran asiáticos, el 4,39 % eran de otras razas y el 0,88 % eran de una mezcla de razas. Del total de la población el 4,82 % eran hispanos o latinos de cualquier raza.